# Слана (Аляска)
Слана (англ. Slana) — переписна місцевість (CDP) в США, в окрузі Вальдес-Кордова штату Аляска. Населення — 116 осіб (2020).

## Географія
Слана розташована за координатами 62°37′54″ пн. ш. 143°35′41″ зх. д. / 62.63167° пн. ш. 143.59472° зх. д. (62.631682, -143.594839).  За даними Бюро перепису населення США в 2010 році переписна місцевість мала площу 657,00 км², з яких 654,76 км² — суходіл та 2,24 км² — водойми.

### Клімат
| Клімат : Слана          | Клімат : Слана | Клімат : Слана | Клімат : Слана | Клімат : Слана | Клімат : Слана | Клімат : Слана | Клімат : Слана | Клімат : Слана | Клімат : Слана | Клімат : Слана | Клімат : Слана | Клімат : Слана | Клімат : Слана |
| Показник                | Січ.           | Лют.           | Бер.           | Квіт.          | Трав.          | Черв.          | Лип.           | Серп.          | Вер.           | Жовт.          | Лист.          | Груд.          | Рік            |
| Абсолютний максимум, °C | 8,9            | 8,3            | 12,2           | 21,1           | 30,0           | 33,9           | 32,2           | 31,7           | 27,8           | 18,9           | 8,9            | 12,2           | 33,9           |
| Середній максимум, °C   | −15            | −8,3           | −2,6           | 5,7            | 13,4           | 19,5           | 20,3           | 18,1           | 11,7           | 1,7            | −9,2           | −13,2          | 3,5            |
| Середній мінімум, °C    | −24,3          | −20,2          | −16,8          | −8,1           | −0,7           | 4,7            | 6,8            | 4,2            | −0,8           | −8,8           | −18,8          | −22,8          | −8,8           |
| Абсолютний мінімум, °C  | −49,4          | −43,9          | −37,8          | −31,1          | −17,8          | −5             | −1,1           | −6,7           | −18,3          | −36,1          | −43,9          | −46,1          | −49,4          |
| Норма опадів, мм        | 17             | 20             | 15             | 11             | 27             | 50             | 70             | 56             | 55             | 27             | 22             | 21             | 390            |
| Днів з опадами          | 3              | 3              | 3              | 2              | 5              | 8              | 11             | 9              | 8              | 5              | 4              | 3              | 64,0           |
| ----------------------- | -------------- | -------------- | -------------- | -------------- | -------------- | -------------- | -------------- | -------------- | -------------- | -------------- | -------------- | -------------- | -------------- |
| Джерело:                |                |                |                |                |                |                |                |                |                |                |                |                |                |

## Демографія
Згідно з переписом 2010 року, у переписній місцевості мешкало 147 осіб у 77 домогосподарствах у складі 38 родин. Густота населення становила 0 осіб/км².  Було 205 помешкань (0/км²).
Расовий склад населення:
| - 83,0 % — білих - 12,9 % — корінних американців - 0,7 % — чорних або афроамериканців |

До двох чи більше рас належало 3,4 %. Частка іспаномовних становила 0,0 % від усіх жителів.
За віковим діапазоном населення розподілялося таким чином: 19,7 % — особи молодші 18 років, 67,4 % — особи у віці 18—64 років, 12,9 % — особи у віці 65 років та старші. Медіана віку мешканця становила 53,1 року. На 100 осіб жіночої статі у переписній місцевості припадало 137,1 чоловіків;  на 100 жінок у віці від 18 років та старших — 131,4 чоловіків також старших 18 років.
За межею бідності перебувало 92,9 % осіб, у тому числі 100,0 % дітей у віці до 18 років та 100,0 % осіб у віці 65 років та старших.
Цивільне працевлаштоване населення становило 14 осіб. Основні галузі зайнятості: будівництво — 100,0 %.